# Mejagong
Mejagong is een bestuurslaag in het regentschap Pemalang van de provincie Midden-Java, Indonesië. Mejagong telt 2822 inwoners (volkstelling 2010).